# Liste des ducs de Saxe-Lauenbourg

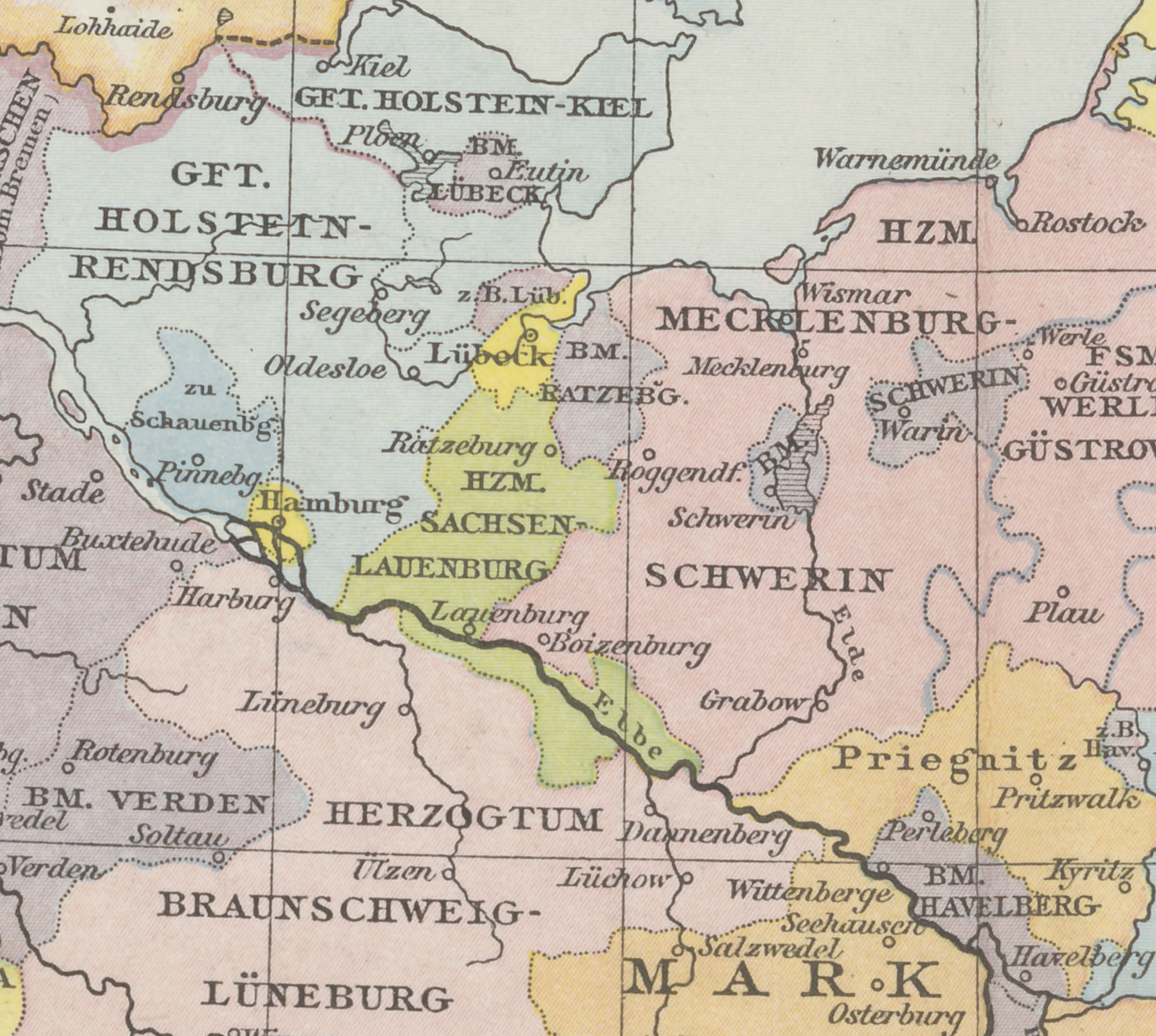
Le duché de Saxe-Lauenbourg (en vert) vers 1400.

Le duché de Saxe-Lauenbourg (en allemand herzogtum Sachsen-Lauenburg) est un État allemand du Saint-Empire romain germanique qui a existé de 1296 à 1876.

## Maison d'Ascanie

### Ducs de Saxe
Ces ducs ont régné sur toute la Saxe, mais sont comptés parmi les ducs de Saxe-Lauenbourg.
- 1180-1212 : Bernard Ier
- 1212-1260 : Albert Ier
- 1260-1282 : Albert II et Jean Ier
- 1282-1296 : Albert II, Éric Ier, Jean II et Albert III

En 1296, le duché de Saxe est partagé. Albert II devient duc de Saxe-Wittenberg, tandis que ses trois neveux deviennent ducs de Saxe-Lauenbourg.

### Ducs de Saxe-Lauenbourg
- 1296-1305 : Éric Ier, Jean II et Albert III

En 1305, les trois frères se partagent leur héritage. Dès 1308, Albert III meurt sans héritier mâle, et ses biens reviennent à Éric Ier. Pendant tout le XIVe siècle, le Lauenbourg est dirigé par deux lignées distinctes : la lignée de Bergedorf-Möllner issue de Jean II et celle de Ratzebourg-Lauenbourg issue d'Éric Ier.
| - 1305-1322 : Jean II - 1322-1343 : Albert IV - 1343-1356 : Jean III - 1356-1370 : Albert V - 1370-1401 : Éric III | - 1305-1308 : Albert III - 1305-1338 : Éric Ier - 1338-1368 : Éric II - 1368-1401 : Éric IV |

En 1401, Éric IV hérite des possessions de la branche Bergedorf-Möllner.

### Saxe-Lauenbourg

Blason du duché de Saxe-Lauenbourg sous Jules-François.

- 1401-1412 : Éric IV, Éric V et Jean IV
- 1412-1414 : Éric V et Jean IV
- 1414-1426 : Éric V
- 1426-1435 : Éric V et Bernard II
- 1435-1463 : Bernard II
- 1463-1507 : Jean V
- 1507-1543 : Magnus Ier
- 1543-1571 : François Ier
- 1571-1573 : Magnus II
- 1573-1581 : François Ier
- 1581-1619 : François II
- 1581-1612 : Maurice
- 1619-1656 : Auguste
- 1656-1665 : Jules-Henri
- 1665-1666 : François-Erdmann
- 1666-1689 : Jules-François

La succession de Jules-François, mort sans héritier mâle, est disputée. Le duché de Saxe-Lauenbourg est revendiqué et envahi par le duc Georges-Guillaume de Brunswick-Lunebourg, mais la situation n'est régularisée par l'empereur qu'en 1728.

## Maison de Welf

### Maison de Brunswick-Celle
- 1689-1705 : Georges-Guillaume

### Maison de Hanovre
- 1705-1727 : George Ier Louis
- 1727-1760 : George II Auguste
- 1760-1814 : George III

Durant les guerres napoléoniennes, le duché de Saxe-Lauenbourg est occupé par les Français à partir de 1803, puis par les Prussiens en 1805. Il est annexé en 1806 au nouveau royaume de Westphalie, puis directement au Premier Empire en 1811. Il est alors intégré au département des Bouches-de-l'Elbe. Le duché est recréé en 1814 et attribué au roi Frédéric VI de Danemark.

## Maison d'Oldenbourg
- 1814-1839 : Frédéric Ier
- 1839-1848 : Christian Ier
- 1848-1863 : Frédéric II
- 1863-1864 : Christian II

En 1864, à la suite de la seconde guerre des Duchés, la Prusse occupe le Lauenbourg. Les officiels du duché offrent la couronne à Guillaume Ier.

## Maison de Hohenzollern
- 1864-1876 : Guillaume

En 1876, le duché de Saxe-Lauenbourg est annexé à la Prusse au sein de l'Empire allemand.